# University of California, Berkeley
University of California, Berkeley (även kallat UC Berkeley, Berkeley, California eller bara Cal) är ett delstatligt universitet i staden Berkeley, Kalifornien, USA. Universitetet omfattar 6 651 tunnland (2 691 ha) på östra sidan av San Francisco Bay, varav det centrala campusområdet omfattar cirka 200 tunnland (81 ha). Berkeley erbjuder omkring 350 utbildningsprogram på kandidat- och forskarnivå inom en rad olika ämnesområden.
Lärosätet grundades 1868 när det privata College of California slogs samman med det statliga Agricultural, Mining, and Mechanical Arts College i Oakland. Av de tio största campus som ingår i University of California (UC) är Berkeley det äldsta. Berkeley har i uppdrag att erbjuda både traditionell akademisk bildning och tillämpad utbildning på universitetsnivå till delstatens invånare, och betraktas allmänt som det ledande lärosätet inom University of California. Berkeley ansvarar, på uppdrag av USA:s energidepartement, för tre nationella laboratorier: Los Alamos National Laboratory, Lawrence Livermore National Laboratory och Lawrence Berkeley National Laboratory.
Berkeley är ett av världens främsta lärosäten. Enligt Times Higher Educations världsrankning 2019 placerade sig Berkeley på 15:e plats.

## Alumner
Professorer, alumner och forskare vid Berkeley har genom åren tilldelats en rad utmärkelser – bland annat 107 Nobelpris, 9 Wolfpris, 13 Fieldsmedaljer, 23 Turingpris, 45 MacArthur Fellowships, 20 Oscars och 14 Pulitzerpris. Sex grundämnen i det periodiska systemet har fått namn efter Berkeley eller forskare verksamma där: californium, seaborgium, berkelium, einsteinium, fermium, lawrencium. Lawrence Berkeley National Laboratory har sammanlagt upptäckt 16 grundämnen. Berkeley var ett av de universitet som grundade Association of American Universities. År 2009 bedrev universitetet fortsatt omfattande forskningsverksamhet med forsknings- och utvecklingsutgifter på 652,4 miljoner dollar. Robert Oppenheimer, fysiker som var verksam vid Berkeley under andra världskriget, var vetenskaplig ledare för Manhattanprojektet, som utvecklade världens första atombomb vid Los Alamos i New Mexico.
Berkeleys studentidrottare har vunnit över 100 OS-medaljer. Idrottslagen är kända som California Golden Bears (ofta förkortat "Cal Bears" eller bara "Cal") och är medlemmar av både Pacific-12 Conference och Mountain Pacific Sports Federation i NCAA. Cal-idrottare har vunnit nationella mästerskap i många sporter, bland annat amerikansk fotboll, simning, basket, baseball, gymnastik, softball, vattenpolo, rugby och rodd. De officiella universitetsfärgerna är Yale Blue och California Gold.

## Historia
Berkeley grundades 1868 genom en sammanslagning av det privata College of California och det offentliga Agricultural, Mining, and Mechanical Arts College. Universitetet hade vid 1950-talet etablerat sig som ett ledande forskningsuniversitet, bland annat tack vare insatser från Benjamin Ide Wheeler och Robert Gordon Sproul. Under 1960-talet stod universitetet i fokus för medborgarrättsrörelsen i USA, även om dess politiska profil i dag är mindre framträdande. Vetenskapliga framsteg som helt eller delvis förknippas med Berkeley inkluderar: cyklotronen, antiprotonen, Calvin-cykeln och SETI@home. Forskare verksamma vid Berkeley har också upptäckt grundämnena plutonium, berkelium, lawrencium, californium och seaborgium. Universitetet har även utmärkt sig inom humaniora och samhällsvetenskap, med alumner som mottagit både Pulitzerpriset och Nobelpris i litteratur och ekonomi.

## Campus

### Arkitektur
Det som i dag utgör det historiska campusområdet tillkom genom en internationell arkitekttävling. Tävlingen hölls i två steg och utlystes av Phoebe Apperson Hearst, mor till mediemogulen William Randolph Hearst. Den första delen ägde rum 1898 i Antwerpen, Belgien, varefter elva finalister valdes ut till den avslutande omgången i San Francisco 1899. Tävlingen vanns av den franske arkitekten Émile Bénard, som dock avböjde att personligen övervaka byggprojektet och i stället överlät ansvaret till arkitekturprofessorn John Galen Howard. Howard ritade mer än ett dussin byggnader som kom att prägla campusområdets utseende fram till expansionen under 1950- och 60-talen. 
Flera av huvudbyggnaderna uppfördes i nyklassicistisk stil, däribland Hearst Greek Theatre, Hearst Memorial Mining Building, Doe Memorial Library, California Hall, Wheeler Hall, Old Le Conte Hall, Gilman Hall, Haviland Hall, Wellman Hall, Sather Gate och det 112,7 meter höga Sather Tower. På campus finns även byggnader ritade av andra framstående arkitekter, bland dem Bernard Maybeck (mest känd för Palace of Fine Arts i San Francisco), hans student Julia Morgan, Charles Willard Moore och Joseph Esherick.

## Offentligt liv
Berkeley har i modern tid uppmärksammats i diskussioner om positiv särbehandling i antagningsprocesser, särskilt i relation till studenters etniska bakgrund och socioekonomiska förutsättningar.[källa behövs] Trots dessa diskussioner betraktas universitetets studenter i allmänhet som välkvalificerade, och debatten om urvalskriterier förekommer även på nationell nivå.[källa behövs]
Studentrörelsen vid Berkeley är känd för sin långa tradition av aktivism, särskilt genom Free Speech Movement 1964 – en protest mot universitetets försök att begränsa politisk aktivitet på campus – samt People's Park-protesterna 1969, som blev en symbol för det sena 1960-talets radikala studentrörelser.